# تشارلز وانغ (لاعب غولف)
تشارلز وانغ هو لاعب غولف صيني، ولد في 4 فبراير 1997 في بكين في الصين.